# Kamtsjatkabeer
De kamtsjatkabeer (Ursus arctos beringianus) is een ondersoort van de bruine beer (Ursus arctos), die van nature voorkomt op het Russische schiereiland Kamtsjatka en op het Karaginski-eiland. Op Kamtsjatka bevindt zich de grootste bruineberenpopulatie ter wereld, waarvan bijna de helft in het voormalige autonome district Korjakië. In 1999 werd het aantal kamtsjatkaberen in Korjakië op 5.500 geschat en in 1997 het aantal kamtsjatkaberen in de oblast Kamtsjatka op 6.100.
Daarnaast komt de beer voor langs de kust van de Zee van Ochotsk en ten oosten van het kustgebergte tot aan de zuidelijke Oedabaai en op de Sjantar-eilanden en de noordelijke Koerilen. Het is de grootste bruineberensoort van Rusland.
De kamtsjatkabeer lijkt qua uiterlijk sterk op de  kodiakberen van Alaska, maar is vaak donkerder van kleur. De soort heeft een brede kop, met een relatief spitse korte snuit. De beer is meestal vrij donkerbruin van uiterlijk, maar de huid kan in kleur variëren van zwartbruin tot lichtgeel. De klauwen zijn meestal donkerbruin met lichtgele uiteinden en kunnen tot 10 cm lang worden. De lengte van de kop en het lichaam kan oplopen tot 2,75 meter, met een staartlengte van 16,5 tot 21,6 cm en de schouderhoogte bedraagt tussen de 1,27 en 1,35 meter. De grootste exemplaren bevinden zich op Kamtsjatka (het grootste geregistreerde exemplaar woog meer dan 600 kg) en op de Sjantar-eilanden. Net als zijn Alaskaanse soortgenoot bereikt de kamtsjatkabeer zijn grootte vooral door zijn proteïnerijke dieet van viskuit in kustrivieren en door het relatief milde klimaat, waardoor de beer een kortere winterslaap kan houden.
De toekomst van de beer op Kamtsjatka hangt mede af van de georganiseerde jacht op het beest door buitenlandse jagers, die vooral grote mannelijke exemplaren afschieten in de lente, waardoor de gezinsvorming van de beesten in gevaar komt. Een effect van de trofeeënjacht is wel dat de reusachtige mannetjes waar het gebied bekend om is steeds zeldzamer worden. Voor de bescherming wordt ook in natuurparken als de Zapovednik Kronotski gebruikgemaakt van de trofeeënjacht, waarbij 20.000 dollar per beer neergelegd dient te worden en beerfototoerisme, waarbij de geschatte inkomsten per beer ongeveer 100.000 dollar bedragen. Voor het park Kronotski zijn ecotoerisme, visserij en bont de voornaamste bron van inkomsten en speelt de trofeeënjacht een ondergeschikte rol.

## Bedreigingen[6]
De grootste bedreiging is stroperij, die ook sterk samenhangt met een andere bedreiging: verlies aan habitat door mijnbouw. Door de aanleg van wegen om de mijnen bereikbaar te maken worden de gebieden ook bereikbaar voor stropers van zalmen en beren. Schattingen van het aantal gestroopte beren lopen uiteen van 500 tot 1500 beren per jaar.
De trofeeënjacht is ook een bedreiging, vanwege mogelijke overbejaging door een slecht gecontroleerd quotasysteem. Een andere bedreiging is de toename van de commerciële visserij en de toegenomen stroperij op zalm, hierdoor kan de voedselvoorziening van de beren in gevaar komen. Ook de beren in natuurreservaten zijn in de problemen, doordat de parken een klein budget hebben, waardoor het moeilijk wordt stroperij effectief te bestrijden. Ook de jachtdruk is mogelijk te hoog evenals de verstoring door ongecontroleerd toerisme.